# Sompeta
Sompeta es una ciudad censal situada en el distrito de Srikakulam en el estado de Andhra Pradesh (India). Su población es de 18778 habitantes (2011). Se encuentra a 215 km de Visakhapatnam y a 109 km de Srikakulam. 

## Demografía
Según el censo de 2011 la población de Sompeta era de 18778 habitantes, de los cuales 8968 eran hombres y 9810 eran mujeres. Sompeta tiene una tasa media de alfabetización del 76,23%, superior a la media estatal del 67,02%: la alfabetización masculina es del 84,55%, y la alfabetización femenina del 68,75%.